# Républicanisme à la Barbade
Pour un article plus général, voir Républicanisme.
Le républicanisme à la Barbade est une proposition politique visant à faire passer la Barbade d'une monarchie constitutionnelle parlementaire dirigée par un monarque héréditaire (en l'occurrence la reine Élisabeth II) à une république. Après une série d'amendements constitutionnels, la république est proclamée en 2021 et Sandra Mason devient la première présidente de la Barbade.

## Histoire
Une commission d'enquête, connue sous le nom de commission Cox, est créée en 1979 pour étudier la faisabilité de l'introduction d'un système républicain. La commission Cox conclut que les Barbadiens préfèrent conserver la monarchie constitutionnelle et la proposition de passer à une république n'est donc pas poursuivie. En 1994, un manifeste du Parti travailliste de la Barbade réaborde la question républicaine et propose un référendum. Après le retour du parti au pouvoir, et conformément à cette proposition, une commission de révision constitutionnelle (présidée par Henry de Boulay Forde) est formée le 29 octobre 1996 pour réviser la Constitution.
La commission élit Oliver Jackman, ancien diplomate et juge à la Cour interaméricaine des droits de l'homme, au poste de vice-président. Cette commission est mandatée pour :
1. Déterminer la nécessité de maintenir le système monarchique et faire des recommandations sur la forme exécutive de gouvernement la plus appropriée pour protéger la démocratie parlementaire, les droits et libertés fondamentaux des citoyens barbadiens, et parvenir à un gouvernement efficace et efficient afin de permettre à la Barbade de relever les défis du XXIe siècle et au-delà.
2. Conseiller et faire des recommandations sur l'opportunité ou non de maintenir le lien de la Barbade avec la Couronne.
3. Conseiller et faire des recommandations sur une structure pour l'autorité exécutive la plus apte à protéger l'indépendance et l'autorité du Parlement et les droits et libertés fondamentaux des citoyens[1].

La commission organise des auditions publiques à la Barbade et à l'étranger, et remet son rapport le 15 décembre 1998 au gouverneur général de la Barbade. Elle recommande que le pays adopte un système de république parlementaire. En 1999, un nouveau manifeste du Parti travailliste propose que les conclusions du rapport et la recommandation de faire de la Barbade une république reçoivent rapidement l'assentiment du gouvernement.
Un projet de loi sur l'organisation d'un référendum est introduit au Parlement et fait l'objet d'une première lecture le 10 octobre 2000. Son examen est interrompu par la dissolution parlementaire de 2003. Le projet de loi est adopté en 2005, pour un référendum prévu en août 2008, peu après les élections législatives. Cependant, le 2 décembre 2007, il est annoncé que le vote est reporté à une date ultérieure en raison d'autres dossiers urgents.
Le 22 mars 2015, le Premier ministre, Freundel Stuart, annonce que la Barbade s'orientera vers une forme républicaine de gouvernement « dans un futur proche ». Le secrétaire général du Parti travailliste démocratique, George Pilgrim, souhaite que le changement coïncide avec le 50e anniversaire de l'indépendance du pays en 2016 et soit mis en œuvre par le biais d'un projet de loi présenté au Parlement de la Barbade. Selon la Constitution, une majorité des deux tiers au Parlement est nécessaire pour autoriser ce changement. Le Parti travailliste démocratique dispose alors d'une majorité des deux tiers au Sénat mais pas à l'Assemblée, nécessitant le soutien de l'opposition.
Forte de son écrasante victoire aux élections législatives de 2018, qui voient le Parti travailliste remporter la totalité des 30 sièges de l'Assemblée, au détriment du Parti travailliste démocrate, la nouvelle Première ministre, Mia Mottley, entreprend en 2020 de doter la Barbade d'une nouvelle Constitution et de passer à un système républicain. Sandra Mason, gouverneure générale de la Barbade, annonce dans son dernier discours du Trône que le pays deviendra une république le 30 novembre 2021 ; elle déclare : « Ayant obtenu son indépendance il y a plus d'un demi-siècle, notre pays ne peut nourrir aucun doute sur ses capacités à s'autogérer ».
Le 27 juillet 2021, Mia Mottley annonce que le Cabinet accepte les recommandations de la commission Forde de 1998, avec un président non exécutif élu par un collège électoral des deux chambres du Parlement, pour un mandat de quatre ans renouvelable une fois, les modifications de la Constitution de la Barbade étant apportées avant le 30 novembre afin de permettre la prestation de serment du nouveau président ce jour-là. Sandra Mason, désignée conjointement par la Première ministre et le chef de l'opposition en tant que candidate à l'élection présidentielle, est élue présidente de la Barbade à la quasi-unanimité le 20 octobre 2021. Sa prise de fonction donne lieu à une cérémonie en présence du prince Charles, ex-héritier du trône barbadien. L'avènement de la république met fin au règne d'Élisabeth II, reine de la Barbade depuis 1966. Le pays cesse d'être un royaume du Commonwealth, mais reste membre de l'organisation dirigée par Élisabeth II en tant que république du Commonwealth.